# Europameisterschaften im Dressur- und Springreiten 2013
| Europameisterschaften 2013 | Europameisterschaften 2013              |
| -------------------------- | --------------------------------------- |
| Sportarten:                | Dressurreiten Springreiten Para-Dressur |
| Austragungsort:            | Herning, Dänemark                       |
| Teilnehmende Reiter:       | 202 (ohne Rahmenprüfungen)              |
| Austragungsorte:           | MCH-Arena, Jyske-Arena                  |
| Internet:                  | european-herning.dk                     |

Die Europameisterschaften im Dressur- und Springreiten 2013 wurden vom 20. August bis 25. August 2013 in Herning, Dänemark ausgetragen. Im Rahmen des Turniers wurden die Einzel- und Mannschaftseuropameister im Springreiten, Dressurreiten sowie im Dressurreiten der Reiter mit Behinderung (Para-Dressur) ermittelt.

## Organisation

### Vorbereitung und Austragungsort
Im Rahmen der Generalversammlung der FEI im November 2010 wurden der Austragungsort der Europameisterschaften im Dressur- und Springreiten für 2013 bekannt gegeben. Erfolgreich bewarb sich hierfür die dänische Stadt Herning in Jütland. Im Mai 2011 wurde zudem die Europameisterschaften der Dressurreiten der Reiter mit Behinderung nach Herning vergeben.
Die Europameisterschaften im Dressurreiten wurden 2013 zum fünften Mal in Dänemark ausgetragen. Erst zum zweiten Mal wurden im Springreiten Europameister in Dänemark ermittelt.
Größte Austragungsstätte der Europameisterschaften war die MCH-Arena, das Fußballstadion von Herning. Dort wurden die Europameisterschaftswettbewerbe im Dressur- und Springreiten sowie Rahmenwettbewerbe in beiden Disziplinen ausgetragen. Zweiter Veranstaltungsort war die benachbarte Jyske-Arena. Dort fanden die Prüfungen der Behindertenreitsportler sowie weitere Rahmenprüfungen der Springreiter statt.

### Durchführung und Medien
Hauptsponsor der Veranstaltung war ecco. Daneben hatten auch die Meisterschaften der einzelnen Sportarten jeweilige Titelsponsoren: Beim Springen war dies die P.S.I. GmbH, bei der Dressur das dänische Gestüt Blue Hors und bei der Para-Dressur die JYSK Holding.
Im deutschsprachigen Fernsehen zeigte Das Erste eine etwa einstündige Übertragung des Einzelfinals der Springreiter am Samstag, SRF zwei übertrug diese Entscheidung im Umfang von drei Stunden. Das ZDF zeigte eine Zusammenfassung der Grand Prix Kür am Sonntag. Bereits am Donnerstag wurden auf Eurosport jeweils 90-minütige Liveübertragungen der Mannschaftsfinals der Spring- und Dressurreiter ausgestrahlt. Daneben übertrug die FEI das Turnier kostenpflichtig auf ihrer Internetseite.

## Wettkämpfe

### Zeitplan Europameisterschaftsprüfungen
|                                    | 20. August | 21. August | 22. August | 23. August | 24. August | 25. August |
| Dienstag                           | Mittwoch   | Donnerstag | Freitag    | Samstag    | Sonntag    |            |
| ---------------------------------- | ---------- | ---------- | ---------- | ---------- | ---------- | ---------- |
| Dressur                            |            | E/M        | E/M        | E          |            | E          |
| Dressur der Reiter mit Behinderung |            | E/M        | E/M        | E          | E          | E          |
| Springen                           | E/M        | E/M        | E/M        |            | E          |            |

Legende:
- E: Prüfung der Einzelwertung
- E/M: Prüfung zählt für Einzel- und Mannschaftswertung
- die blauen Felder stehen für Tage mit Prüfungen, die goldenen Felder für den Tag der jeweiligen Entscheidung

### Springreiten

#### Allgemeines

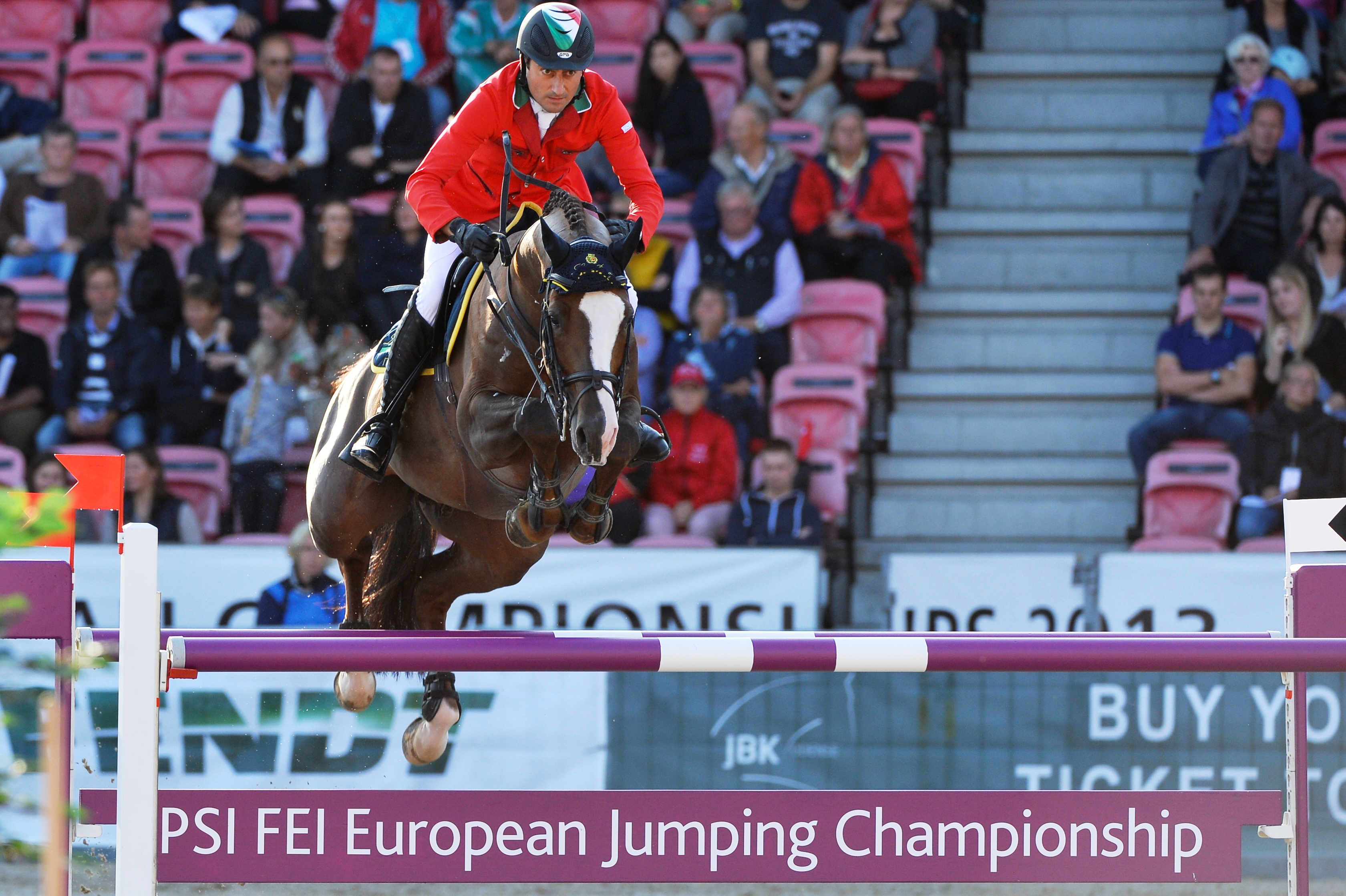
Piergiorgio Bucci mit Casallo Z, Mitglied der italienischen Springreitermannschaft bei den Europameisterschaften 2013

Die erste Teilprüfung der Springreiter war eine Zeitspringprüfung am Dienstag. In dieser Prüfung gingen alle an den Europameisterschaften teilnehmenden Springreiter an den Start. Jede Mannschaft bestand aus drei oder vier Reitern einer Nation, von denen die drei besten Ergebnisse in die Mannschaftswertung eingingen.
Nach der Zeitspringprüfung wurden die dort erzielte Zeit (Strafpunkte wurden bei Zeitspringprüfungen in Sekunden umgerechnet) in Wertungspunkte umgerechnet. Hierbei wurde der Führende mit 0,00 Wertungspunkten geführt. Die nachfolgenden Reiter erhielten ihren jeweiligen Abstand zum Führenden in Hundertstelsekunden als Wertungspunkte, jedoch in halbiertem Umfang, abgerundet auf zwei Stellen hinter dem Komma. Somit hätte ein Reiter, der 13 Hundertstelsekunden hinter dem Führenden platziert wäre, 0,06 Wertungspunkte erhalten.
Die Mannschaftsentscheidung fiel in der zweiten Prüfung, einer Springprüfung mit zwei Umläufen. Diese wurde auf zwei Tage verteilt (Mittwoch und Donnerstag) durchgeführt. Am zweiten Tag der Prüfung durften nur noch die besten zehn Mannschaften sowie die besten 50 Reiter teilnehmen (alle Mannschaftsreiter der zehn Mannschaften waren qualifiziert). Nach Abschluss dieser Prüfung stand die endgültige Mannschaftswertung fest, anhand der die Mannschaftsmedaillen vergeben wurden.
Am Samstagnachmittag gingen die besten 25 Teilnehmer nach der zweiten Teilprüfung nochmals an den Start. In diesem Einzelfinale, einer Springprüfung mit zwei Umläufen, fiel die Entscheidung in der Einzelwertung.
Es waren insgesamt 78 Springreiter aus 22 Nationen bei den Europameisterschaften am Start, aus diesem Starterfeld bilden 19 Nationen eine Mannschaft. Die teilnehmenden Nationen dürfen jeweils vier Springreiter mit jeweils einem Pferd zu den Europameisterschaften entsenden. Österreich zog seine Springreiterequipe zwei Wochen vor Beginn der Europameisterschaften zurück, aufgrund derzeit noch zu unerfahrener bzw. verletzter Pferde wolle man sich auf die Weltreiterspiele 2014 konzentrieren.

#### Ergebnisse

##### Zwischenergebnis nach dem ersten Tag
Wie bereits bei der Europameisterschaft zwei Jahre zuvor ging die französische Equipe am ersten Tag der Mannschaftswertung in Führung. Mit einem Abstand von mehr als einem Abwurf (5,04 Wertungspunkte) folgt auf Platz Großbritannien, die weiteren Mannschaften folgen mit jeweils knappem Abstand.
In der Einzelwertung setzte sich der britische Reiter Ben Maher mit Cella in Führung. Bester Schweizer Reiter war Steve Guerdat mit Nino des Buissonnets auf Rang zwei, bester Deutscher wurde Daniel Deußer mit Cornet d´Amour auf Rang zehn.
Einzelwertung:
| Rang | Reiter          | Pferd                | Sekunden (Wertungspunkte) |
| ---- | --------------- | -------------------- | ------------------------- |
| 1    | Ben Maher       | Cella                | 76,31 (0,00)              |
| 2    | Steve Guerdat   | Nino des Buissonnets | 76,89 (0,29)              |
| 3    | Roger-Yves Bost | Myrtille Paulois     | 77,47 (0,58)              |
| 4    | Luciana Diniz   | Winningmood          | 78,01 (0,85)              |
| 5    | Kevin Staut     | Silvana              | 78,12 (0,90)              |

Mannschaftswertung:
|   | Mannschaft     | Reiter             | Pferd                | Wertungspunkte |
| - | -------------- | ------------------ | -------------------- | -------------- |
| 1 | Frankreich     | Aymeric de Ponnat  | Armitages Boy        | (4,32)         |
| 1 | Frankreich     | Roger-Yves Bost    | Myrtille Paulois     | 0,58           |
| 1 | Frankreich     | Patrice Delaveau   | Orient Express       | 1,66           |
| 1 | Frankreich     | Kevin Staut        | Silvana              | 0,90           |
| 1 | Frankreich     | 3,14               |                      |                |
| 2 | Großbritannien | William Funnell    | Billy Congo          | (7,76)         |
| 2 | Großbritannien | Michael Whitaker   | Viking               | 5,46           |
| 2 | Großbritannien | Ben Maher          | Cella                | 0,00           |
| 2 | Großbritannien | Scott Brash        | Sanctos              | 2,72           |
| 2 | Großbritannien | 8,18               |                      |                |
| 3 | Schweiz        | Pius Schwizer      | Picsou du Chene      | (4,89)         |
| 3 | Schweiz        | Paul Estermann     | Castlefield Eclipse  | 4,84           |
| 3 | Schweiz        | Janika Sprunger    | Palloubet d´Halong   | 3,32           |
| 3 | Schweiz        | Steve Guerdat      | Nino des Buissonnets | 0,29           |
| 3 | Schweiz        | 8,45               |                      |                |
| 4 | Deutschland    | Ludger Beerbaum    | Chiara               | 3,34           |
| 4 | Deutschland    | Carsten-Otto Nagel | Corradina            | (3,49)         |
| 4 | Deutschland    | Daniel Deußer      | Cornet d´Amour       | 2,01           |
| 4 | Deutschland    | Christian Ahlmann  | Codex One            | 3,42           |
| 4 | Deutschland    | 8,77               |                      |                |

##### Zwischenergebnis nach dem zweiten Tag
Am zweiten Tag der Springreiter, im ersten Umlauf der zweiten Prüfung, blieben 19 von 77 verbliebenen Startern ohne Fehler. Insbesondere die Reiter aus den international weniger erfahrenen Equipen sammelten viele Strafpunkte, 16 Teilnehmer hatten Ergebnisse von 12 oder mehr Strafpunkten.
Frankreich verlor seine Führung vom ersten Tag, an die Spitze setzte sich Großbritannien mit drei fehlerfreien Ritten. Diese Leistung erbrachten ebenso die Schweizer Reiter, so dass die Schweiz auf Rang zwei vorrückte. Den zweiten Umlauf der besten zehn Mannschaften verpasste die heimische dänische Mannschaft auf Platz 12.
Einzelwertung:
| Rang | Reiter               | Pferd                | Wertungspunkte | Wertungspunkte | Wertungspunkte |
| Rang | Reiter               | Pferd                | Tag 1          | Tag 2          | Gesamt         |
| ---- | -------------------- | -------------------- | -------------- | -------------- | -------------- |
| 1    | Ben Maher            | Cella                | 0,00           | 0,00           | 0,00           |
| 2    | Steve Guerdat        | Nino des Buissonnets | 0,29           | 0,00           | 0,29           |
| 3    | Roger-Yves Bost      | Myrtille Paulois     | 0,58           | 0,00           | 0,58           |
| 4    | Rolf-Göran Bengtsson | Casall               | 1,63           | 0,00           | 1,63           |
| 5    | Luciana Diniz        | Winningmood          | 0,85           | 1,00           | 1,85           |
| 6    | Daniel Deußer        | Cornet d´Amour       | 2,01           | 0,00           | 2,01           |

Mannschaftswertung:
|       | Mannschaft     | Reiter             | Pferd                | Wertungspunkte | Wertungspunkte | Wertungspunkte |
| Tag 1 | Mannschaft     | Reiter             | Pferd                | Tag 2          | Gesamt         |                |
| ----- | -------------- | ------------------ | -------------------- | -------------- | -------------- | -------------- |
| 1     | Großbritannien | Ben Maher          | Cella                | 0,00           | 0,00           |                |
| 1     | Großbritannien | Michael Whitaker   | Viking               | 5,46           | 0,00           |                |
| 1     | Großbritannien | William Funnell    | Billy Congo          | (7,76)         | (12,00)        |                |
| 1     | Großbritannien | Scott Brash        | Sanctos              | 2,72           | 0,00           |                |
| 1     | Großbritannien |                    |                      | 8,18           | 0,00           | 8,18           |
| 2     | Schweiz        | Pius Schwizer      | Picsou du Chene      | (4,89)         | (1,00)         |                |
| 2     | Schweiz        | Paul Estermann     | Castlefield Eclipse  | 4,84           | 0,00           |                |
| 2     | Schweiz        | Janika Sprunger    | Palloubet d´Halong   | 3,32           | 0,00           |                |
| 2     | Schweiz        | Steve Guerdat      | Nino des Buissonnets | 0,29           | 0,00           |                |
| 2     | Schweiz        |                    |                      | 8,45           | 0,00           | 8,45           |
| 3     | Frankreich     | Patrice Delaveau   | Orient Express       | 1,66           | 4,00           |                |
| 3     | Frankreich     | Aymeric de Ponnat  | Armitages Boy        | (4,32)         | 4,00           |                |
| 3     | Frankreich     | Roger-Yves Bost    | Myrtille Paulois     | 0,58           | 0,00           |                |
| 3     | Frankreich     | Kevin Staut        | Silvana              | 0,90           | (8,00)         |                |
| 3     | Frankreich     |                    |                      | 3,14           | 8,00           | 11,14          |
| 4     | Deutschland    | Daniel Deußer      | Cornet d´Amour       | 2,01           | 0,00           |                |
| 4     | Deutschland    | Carsten-Otto Nagel | Corradina            | (3,49)         | 4,00           |                |
| 4     | Deutschland    | Christian Ahlmann  | Codex One            | 3,42           | (4,00)         |                |
| 4     | Deutschland    | Ludger Beerbaum    | Chiara               | 3,34           | 0,00           |                |
| 4     | Deutschland    |                    |                      | 8,77           | 4,00           | 12,77          |

##### Nach dem dritten Tag: Endergebnis Mannschaftswertung
Der dritte Tag der Mannschaftsentscheidung brachte das Klassement nochmals deutlich durcheinander. Verlierer des Tages aus der Spitzengruppe war die Schweizer Equipe, bei der alle vier Reiter Strafpunkte hinnehmen mussten, die Schweiz rutsche damit auf Rang fünf ab. Die französische Mannschaft bekam vier Strafpunkte zu ihrem Ergebnis hinzu, was die Chance auf eine Medaille zunichtemachte. Schweden profitierte hiervon, ohne weitere Fehler für das Mannschaftsergebnis rückten sie auf Rang drei vor.
Beim Ritt des letzten Reiters in der Prüfung, Scott Brash, fiel die Entscheidung um die Goldmedaille: Die deutsche Mannschaft hatte sich am dritten Tag von Rang vier auf den Silberrang vorgekämpft. Brash dufte sich als letzter britischer Reiter maximal vier Strafpunkte erlauben. Genau dies gelang ihm, mit nur einem Abwurf sicherte er Großbritannien den Mannschafts-Europameistertitel.
Endstand Mannschaftswertung:
|       | Mannschaft     | Reiter                 | Pferd                        | Wertungspunkte | Wertungspunkte | Wertungspunkte | Wertungspunkte |
| Tag 1 | Mannschaft     | Reiter                 | Pferd                        | Tag 2          | Tag 3          | Gesamt         |                |
| ----- | -------------- | ---------------------- | ---------------------------- | -------------- | -------------- | -------------- | -------------- |
| 1     | Großbritannien | Ben Maher              | Cella                        | 0,00           | 0,00           | 0,00           |                |
| 1     | Großbritannien | Michael Whitaker       | Viking                       | 5,46           | 0,00           | (5,00)         |                |
| 1     | Großbritannien | William Funnell        | Billy Congo                  | (7,76)         | (12,00)        | 0,00           |                |
| 1     | Großbritannien | Scott Brash            | Sanctos                      | 2,72           | 0,00           | 4,00           |                |
| 1     | Großbritannien |                        |                              | 8,18           | 0,00           | 4,00           | 12,18          |
| 2     | Deutschland    | Daniel Deußer          | Cornet d´Amour               | 2,01           | 0,00           | 0,00           |                |
| 2     | Deutschland    | Carsten-Otto Nagel     | Corradina                    | (3,49)         | 4,00           | (5,00)         |                |
| 2     | Deutschland    | Christian Ahlmann      | Codex One                    | 3,42           | (4,00)         | 0,00           |                |
| 2     | Deutschland    | Ludger Beerbaum        | Chiara                       | 3,34           | 0,00           | 0,00           |                |
| 2     | Deutschland    |                        |                              | 8,77           | 4,00           | 0,00           | 12,77          |
| 3     | Schweden       | Jens Fredricson        | Lunatic                      | 1,29           | (20,00)        | 0,00           |                |
| 3     | Schweden       | Angelica Augustsson    | Mic Mac du Tillard           | (47,16)        | 4,00           | 0,00           |                |
| 3     | Schweden       | Henrik von Eckermann   | Gotha FRH                    | 6,52           | 0,00           | (4,00)         |                |
| 3     | Schweden       | Rolf-Göran Bengtsson   | Casall                       | 1,63           | 0,00           | 0,00           |                |
| 3     | Schweden       |                        |                              | 9,44           | 4,00           | 0,00           | 13,44          |
| 4     | Frankreich     | Patrice Delaveau       | Orient Express               | 1,66           | 4,00           | 0,00           |                |
| 4     | Frankreich     | Aymeric de Ponnat      | Armitages Boy                | (4,32)         | 4,00           | 4,00           |                |
| 4     | Frankreich     | Roger-Yves Bost        | Myrtille Paulois             | 0,58           | 0,00           | 0,00           |                |
| 4     | Frankreich     | Kevin Staut            | Silvana                      | 0,90           | (8,00)         | (9,00)         |                |
| 4     | Frankreich     |                        |                              | 3,14           | 8,00           | 4,00           | 15,14          |
| 5     | Schweiz        | Pius Schwizer          | Picsou du Chene              | (4,89)         | (1,00)         | 4,00           |                |
| 5     | Schweiz        | Paul Estermann         | Castlefield Eclipse          | 4,84           | 0,00           | 4,00           |                |
| 5     | Schweiz        | Janika Sprunger        | Palloubet d´Halong           | 3,32           | 0,00           | 1,00           |                |
| 5     | Schweiz        | Steve Guerdat          | Nino des Buissonnets         | 0,29           | 0,00           | (4,00)         |                |
| 5     | Schweiz        |                        |                              | 8,45           | 0,00           | 9,00           | 17,45          |
| 6     | Niederlande    | Jur Vrieling           | Bubalu                       | 4,70           | 0,00           | 1,00           |                |
| 6     | Niederlande    | Willem Greve           | Carambole                    | 2,72           | (8,00)         | 5,00           |                |
| 6     | Niederlande    | Maikel van der Vleuten | Verdi                        | (8,65)         | 4,00           | 0,00           |                |
| 6     | Niederlande    | Jeroen Dubbeldam       | Utascha                      | 5,19           | 0,00           | (8,00)         |                |
| 6     | Niederlande    |                        |                              | 12,61          | 4,00           | 6,00           | 22,61          |
| 7     | Italien        | Luca Maria Moneta      | Neptune Brecourt             | 3,99           | 0,00           | 9,00           |                |
| 7     | Italien        | Piergiorgio Bucci      | Casallo Z                    | 2,74           | (4,00)         | (AUSG)         |                |
| 7     | Italien        | Emanuele Gaudiano      | Cocoshynsky                  | (5,83)         | 4,00           | 0,00           |                |
| 7     | Italien        | Juan Carlos García     | Prince de la Mare            | 2,11           | 4,00           | 8,00           |                |
| 7     | Italien        |                        |                              | 8,84           | 8,00           | 17,00          | 33,84          |
| 8     | Belgien        | Dirk Demeersman        | Bufero van het Panishof      | 6,30           | 4,00           | 8,00           |                |
| 8     | Belgien        | Jos Verlooy            | Domino                       | 5,04           | 0,00           | 5,00           |                |
| 8     | Belgien        | Nicola Philippaerts    | Cortez                       | 4,57           | (8,00)         | 4,00           |                |
| 8     | Belgien        | Ludo Philippaerts      | Challenge van de Begijnakker | 3,27           | 0,00           | 12,00          |                |
| 8     | Belgien        |                        |                              | 12,88          | 4,00           | 17,00          | 33,88          |
| 9     | Irland         | Irland                 | Irland                       | Irland         | Irland         | Irland         | 42,42          |
| 10    | Spanien        | Spanien                | Spanien                      | Spanien        | Spanien        | Spanien        | 44,77          |
| 11    | Portugal       | Portugal               | Portugal                     | Portugal       | Portugal       | Portugal       | 31,35          |
| 12    | Dänemark       | Dänemark               | Dänemark                     | Dänemark       | Dänemark       | Dänemark       | 32,08          |
| 13    | Ungarn         | Ungarn                 | Ungarn                       | Ungarn         | Ungarn         | Ungarn         | 48,29          |
| 14    | Norwegen       | Norwegen               | Norwegen                     | Norwegen       | Norwegen       | Norwegen       | 50,61          |
| 15    | Finnland       | Finnland               | Finnland                     | Finnland       | Finnland       | Finnland       | 54,49          |
| 16    | Polen          | Polen                  | Polen                        | Polen          | Polen          | Polen          | 54,98          |
| 17    | Tschechien     | Tschechien             | Tschechien                   | Tschechien     | Tschechien     | Tschechien     | 66,34          |
| 18    | Russland       | Russland               | Russland                     | Russland       | Russland       | Russland       | 76,25          |
| 19    | Belarus        | Belarus                | Belarus                      | Belarus        | Belarus        | Belarus        | 83,71          |

Anmerkung:
1. 1 2 3 4 5 6 7 8 9  Mannschaft war nicht für den abschließenden Umlauf der besten zehn Mannschaften qualifiziert

In der Einzelwertung war Ben Maher weiterhin der dominierende Reiter, mit Cella blieb er die dritte Runde in Folge ohne Fehler und geht mit 0,00 Wertungspunkten in das Einzelfinale am Samstag. Noch vier weitere Reiter, darunter Daniel Deußer und Ludger Beerbaum, sind in der Einzelwertung weniger als einen Abwurf von Maher entfernt. Beste Reiterin nach drei Tagen ist Janika Sprunger auf dem siebenten Rang.
Zwischenstand Einzelwertung:
| Rang | Reiter               | Pferd                | Wertungspunkte | Wertungspunkte | Wertungspunkte | Wertungspunkte |
| Rang | Reiter               | Pferd                | Tag 1          | Tag 2          | Tag 3          | Gesamt         |
| ---- | -------------------- | -------------------- | -------------- | -------------- | -------------- | -------------- |
| 1    | Ben Maher            | Cella                | 0,00           | 0,00           | 0,00           | 0,00           |
| 2    | Roger-Yves Bost      | Myrtille Paulois     | 0,58           | 0,00           | 0,00           | 0,58           |
| 3    | Rolf-Göran Bengtsson | Casall               | 1,63           | 0,00           | 0,00           | 1,63           |
| 4    | Daniel Deußer        | Cornet d´Amour       | 2,01           | 0,00           | 0,00           | 2,01           |
| 5    | Ludger Beerbaum      | Chiara               | 3,34           | 0,00           | 0,00           | 3,34           |
| 6    | Steve Guerdat        | Nino des Buissonnets | 0,29           | 0,00           | 4,00           | 4,29           |
| 7    | Janika Sprunger      | Palloubet d´Halong   | 3,32           | 0,00           | 1,00           | 4,32           |

##### Endergebnis Einzelwertung
Am letzten Tag der Springreit-Europameisterschaftswettbewerbe traten die 25 besten Reiter des bisherigen Zwischenklassements der Einzelwertung nochmals an, um den Einzel-Europameister zu ermitteln. Im ersten Umlauf dieser letzten Prüfung kam es zu vielen Fehlern, nur zwei Reiter kamen ohne Strafpunkte in das Ziel. Auch de bisher fehlerfreie Ben Maher musste hier vier Strafpunkte hinnehmen, die ihn die bisher sichere Führung kostete.
Im zweiten Umlauf der Prüfung gingen nur noch 20 Pferd-Reiter-Paare an den Start, sechs Teilnehmer verzichteten. Auch dieser zweiten Umlauf war sehr anspruchsvoll, vier Starter blieben hier ohne Fehler, darunter die zwei bisher Führenden. Damit sicherte sich der Franzose Roger-Yves Bost mit Myrtille Paulois den Europameistertitel, beide hatten während ihrer fünf Ritte bei den Europameisterschaften nur einen Zeitstrafpunkt kassiert. Bestes Starterpaar des Tages waren Scott Brash und Sanctos, die als einzige zwei fehlerfreie Runden zeigten und sich damit auf den Bronzerang hocharbeiteten.
Endergebnis:
| Rang | Reiter                    | Pferd                | Wertungspunkte | Wertungspunkte | Wertungspunkte | Wertungspunkte | Wertungspunkte | Wertungspunkte |
| Rang | Reiter                    | Pferd                | Tag 1          | Tag 2          | Tag 3          | Tag 4          | Tag 4          | Gesamt         |
| Rang | Reiter                    | Pferd                | Tag 1          | Tag 2          | Tag 3          | 1. Umlauf      | 2. Umlauf      | Gesamt         |
| ---- | ------------------------- | -------------------- | -------------- | -------------- | -------------- | -------------- | -------------- | -------------- |
| 1    | Roger-Yves Bost           | Myrtille Paulois     | 0,58           | 0,00           | 0,00           | 1,00           | 0,00           | 1,58           |
| 2    | Ben Maher                 | Cella                | 0,00           | 0,00           | 0,00           | 4,00           | 0,00           | 4,00           |
| 3    | Scott Brash               | Sanctos              | 2,72           | 0,00           | 4,00           | 0,00           | 0,00           | 6,72           |
| 4    | Rolf-Göran Bengtsson      | Casall               | 1,63           | 0,00           | 0,00           | 4,00           | 4,00           | 9,63           |
| 5    | Daniel Deußer             | Cornet d´Amour       | 2,01           | 0,00           | 0,00           | 5,00           | 4,00           | 11,01          |
| 6    | Ludger Beerbaum           | Chiara               | 3,34           | 0,00           | 0,00           | 4,00           | 4,00           | 11,34          |
| 7    | Janika Sprunger           | Palloubet d´Halong   | 3,32           | 0,00           | 1,00           | 5,00           | 5,00           | 14,32          |
| 8    | Steve Guerdat             | Nino des Buissonnets | 0,29           | 0,00           | 4,00           | 0,00           | 12,00          | 16,29          |
| 9    | Michael Whitaker          | Viking               | 5,46           | 0,00           | 5,00           | 1,00           | 5,00           | 16,46          |
| 10   | Luca Maria Moneta         | Neptune Brecourt     | 3,99           | 0,00           | 9,00           | 4,00           | 4,00           | 20,99          |
| 11   | Aymeric de Ponnat         | Armitages Boy        | 4,32           | 4,00           | 4,00           | 9,00           | 0,00           | 21,32          |
| 12   | Christian Ahlmann         | Codex One            | 3,42           | 4,00           | 9,00           | 0,00           | 5,00           | 21,42          |
| 13   | Patrice Delaveau          | Orient Express       | 1,66           | 4,00           | 0,00           | 9,00           | 8,00           | 22,66          |
| 14   | Athina Onassis de Miranda | Camille Z            | 6,86           | 0,00           | 4,00           | 5,00           | 8,00           | 23,86          |
| 15   | Andreas Schou             | Vivaldi K            | 2,92           | 5,00           | 5,00           | 10,00          | 1,00           | 23,92          |
|      | …                         |                      |                |                |                |                |                |                |
| 20   | Pius Schwizer             | Picsou du Chene      | 4,89           | 1,00           | 4,00           | 9,00           | N.GES.         | 18,89          |
|      | …                         |                      |                |                |                |                |                |                |
| 22   | Paul Estermann            | Castlefield Eclipse  | 4,84           | 0,00           | 4,00           | 14,00          | N.GES.         | 22,84          |
|      | …                         |                      |                |                |                |                |                |                |
| 28   | Carsten-Otto Nagel        | Corradina            | 3,49           | 4,00           | 5,00           | —              | —              | 12,49          |

### Dressurreiten

#### Allgemeines
In der Dressur gehen 65 Reiter aus 19 Nationen an den Start. 14 Nationen hiervon haben drei oder vier Reiter im Starterfeld und können somit eine Mannschaft bilden.
Die erste Prüfung in der Dressur ist auch gleich der entschiedene Wettbewerb in der Mannschaftswertung: Am Mittwoch und Donnerstag findet der Grand Prix de Dressage statt. An dieser Prüfung nehmen alle an den Europameisterschaften teilnehmenden Dressurreiter teil. Nach bis zu vier Mannschaftsreitern je Equipe stehen dann am Donnerstagnachmittag die Mannschaftseuropameister fest.
Die besten 30 Teilnehmer des Grand Prix de Dressage sind für die zweite Prüfung, den Grand Prix Spécial, startberechtigt. Diese Prüfung wird am Freitag ausgetragen. Anhand von dessen Ergebnis werden die Einzelmedaillen des Grand Prix Spécial vergeben.
Die letzte Einzelentscheidung der Europameisterschaften in Herning fällt am Sonntagnachmittag: Die Dressurreiter, die unter die Top 15 der Einzelwertung des Grand Prix Spécial kommen, nehmen an der Grand Prix Kür teil. Soweit es aus einer oder mehreren Nationen mehr als drei Reiter unter die Top 15 des Grand Prix Spécial schaffen, darf der jeweils niedrigstplatzierte (vierte) Reiter der jeweiligen Nation nicht an der Grand Prix Kür teilnehmen. Hierfür rückt dann nach der Platzierung des Grand Prix Spécial jeweils ein anderer Reiter nach. In dieser Prüfung wird dann der zweite Satz Einzelmedaillen bei diesen Europameisterschaften vergeben.

#### Ergebnisse

##### Mannschaftswertung
Am ersten Tag des Grand Prix de Dressage dominierten die ersten zwei deutschen Mannschaftsreiter. Zunächst ging Fabienne Lütkemeier bei ihrem ersten Championat nach der Junge Reiter-Zeit mit D´Agostino in Führung (73,237 Prozent), später wurde ihr diese Führung durch Isabell Werth und Don Johnson FRH abgenommen (75,213 Prozent).
Bei den dritten Reitern der Nationen trumpfte dann die Konkurrenz auf: Carl Hester und Uthopia erreichten ein Ergebnis von 75,334 Prozent, Edward Gal und Undercover gingen mit 81,763 Prozent deutlich in Führung. Kristina Sprehes Pferd Desperados FRH war durch die Atmosphäre des Stadions beeindruckt, beide hatten im Ritt einzelne Schwächen und kamen auf 75,061 Prozent.
Auch bei der vierten Reitern zeigten die niederländischen und britischen Starter starke Runden, mit 85,942 Prozent stellten Charlotte Dujardin und Valegro sogar einen neuen Weltrekord auf. Mit dem Ritt von Nathalie zu Sayn-Wittgenstein und Digby setzte sich die dänische Mannschaft im Zwischenklassement noch vor die deutsche Mannschaft. Diese musste nun mit ihrem letzten Starterpaar nachlegen: Helen Langehanenberg und Damon Hill NRW meisterten den Druck und kamen auf ein Ergebnis von 84,377 Prozent. Mit diesem Ergebnis sicherte sich die deutsche Equipe den Mannschaftssieg.
Endergebnis:
|    | Mannschaft     | Reiter                        | Pferd              | Prozent  |
| -- | -------------- | ----------------------------- | ------------------ | -------- |
| 1  | Deutschland    | Fabienne Lütkemeier           | D´Agostino         | (73,237) |
| 1  | Deutschland    | Isabell Werth                 | Don Johnson FRH    | 75,213   |
| 1  | Deutschland    | Kristina Sprehe               | Desperados FRH     | 75,061   |
| 1  | Deutschland    | Helen Langehanenberg          | Damon Hill NRW     | 84,377   |
| 1  | Deutschland    | 234,651                       |                    |          |
| 2  | Niederlande    | Danielle Heijkoop             | Siro               | (70,228) |
| 2  | Niederlande    | Hans Peter Minderhoud         | Romanov            | 71,353   |
| 2  | Niederlande    | Edward Gal                    | Undercover         | 81,763   |
| 2  | Niederlande    | Adelinde Cornelissen          | Parzival           | 80,851   |
| 2  | Niederlande    | 233,967                       |                    |          |
| 3  | Großbritannien | Gareth Hughes                 | Nadonna            | (60,866) |
| 3  | Großbritannien | Michael George Eilberg        | Half Moon Delphi   | 72,264   |
| 3  | Großbritannien | Carl Hester                   | Uthopia            | 75,334   |
| 3  | Großbritannien | Charlotte Dujardin            | Valegro            | 85,942   |
| 3  | Großbritannien | 233,540                       |                    |          |
| 4  | Dänemark       | Lone Bang Larsen              | Fitou L            | (68,875) |
| 4  | Dänemark       | Andreas Helgstrand            | Akeem Foldager     | 72,720   |
| 4  | Dänemark       | Anna Kasprzak                 | Donnperignon       | 75,881   |
| 4  | Dänemark       | Nathalie zu Sayn-Wittgenstein | Digby              | 76,003   |
| 4  | Dänemark       | 224,604                       |                    |          |
| 5  | Schweden       | Malin Hamilton                | Fleetwood          | (64,742) |
| 5  | Schweden       | Minna Telde                   | Santana            | 70,517   |
| 5  | Schweden       | Patrik Kittel                 | Toy Story          | 73,283   |
| 5  | Schweden       | Tinne Vilhelmson Silfvén      | Don Auriello       | 75,046   |
| 5  | Schweden       | 218,846                       |                    |          |
| 6  | Österreich     | Andrea John                   | Esperanto          | 68,389   |
| 6  | Österreich     | Karin Kosak                   | Lucy´s Day         | (65,532) |
| 6  | Österreich     | Renate Voglsang               | Fabriano           | 68,860   |
| 6  | Österreich     | Victoria Max-Theurer          | Augustin OLD       | 74,772   |
| 6  | Österreich     | 212,021                       |                    |          |
| 7  | Belgien        | Julie de Deken                | Lucky Dance        | 67,629   |
| 7  | Belgien        | Philippe Jorissen             | Le Beau            | (65,106) |
| 7  | Belgien        | Simon Missiaen                | Vradin             | 68,571   |
| 7  | Belgien        | Claudia Fassaert              | Donnerfee          | 70,897   |
| 7  | Belgien        | 207,097                       |                    |          |
| 8  | Frankreich     | Claire Gosselin               | Karamel de Lauture | 66,778   |
| 8  | Frankreich     | Karen Tebar                   | Florentino         | (66,246) |
| 8  | Frankreich     | Jessica Michel                | Riwera de Hus      | 68,875   |
| 8  | Frankreich     | Marc Boblet                   | Noble Dream        | 70,015   |
| 8  | Frankreich     | 205,668                       |                    |          |
| 9  | Schweiz        | Caroline Häcki-Rindlisbacher  | Rigoletto Royal CH | 66,657   |
| 9  | Schweiz        | Melanie Hofmann               | Cazzago C          | (65,471) |
| 9  | Schweiz        | Hans Staub                    | Warbeau            | 65,790   |
| 9  | Schweiz        | Marcela Krinke Susmelj        | Molberg            | 71,125   |
| 9  | Schweiz        | 203,572                       |                    |          |
| 10 | Finnland       | Finnland                      | Finnland           | 202,994  |
| 11 | Portugal       | Portugal                      | Portugal           | 202,766  |
| 12 | Italien        | Italien                       | Italien            | 199,620  |
| 13 | Norwegen       | Norwegen                      | Norwegen           | 198,571  |
| 14 | Luxemburg      | Luxemburg                     | Luxemburg          | 194,802  |

##### Einzelwertung: Grand Prix Spécial
Im Grand Prix Spécial gingen die Medaillen an die favorisierten Paare, diese leisteten sich jedoch alle deutliche Fehler in der Dressurprüfung: Kurz vor Ende eines sehr guten Ritts bog Helen Langehanenberg auf die Diagonale ab, anstatt wie vorgesehen an der langen Seite starken Trab zu reiten. Trotz dieses Fehlers errang sie mit Damon Hill NRW 84,330 Prozent. Nach ihr kam Charlotte Dujardin mit Valegro in das Viereck. Sowohl sie als auch später Adelinde Cornelissen verritten sich und setzten zu Zweierwechseln an, anstatt wie vorgesehen Galopptraversalen zu reiten. Trotz dieser Fehler reichte es für alle drei Reiterinnen für den Gewinn einer Einzelmedaille.
Edward Gal und Undercover, die am Vortag eine starke Leistung gezeigt hatten, verpatzten den Start ihrer Prüfung, die Grußaufstellung wurde von den Richtern mit Noten von 3,0 bis 5,5 bedacht. Während der Prüfung steigert sich das Paar deutlich, eine Piaffe wurde von fünf von sieben Richtern mit der Höchstnote 10,0 bedacht. Am Ende bedeutete dies knapp unter 80 Prozent und damit den vierten Rang. Auf dem fünften Platz folgte Kristina Sprehe, die mit Desperados FRH eine stärkere Runde als am Vortag zeigte und hierfür 79,345 Prozent bekam. Deutlich schwächer als im Grand Prix zeigten sich Isabell Werth und Don Johnson FRH, die auf dem 20. Platz kamen und damit nicht für die Grand Prix Kür qualifiziert sind.
| Rang | Reiter                   | Pferd           | Prozent  |
| ---- | ------------------------ | --------------- | -------- |
| 1    | Charlotte Dujardin       | Valegro         | 85,699 % |
| 2    | Helen Langehanenberg     | Damon Hill NRW  | 84,330 % |
| 3    | Adelinde Cornelissen     | Parzival        | 81,548 % |
| 4    | Edward Gal               | Undercover      | 79,479 % |
| 5    | Kristina Sprehe          | Desperados FRH  | 79,345 % |
| 6    | Carl Hester              | Uthopia         | 78,497 % |
| 7    | Anna Kasprzak            | Donnperignon    | 76,682 % |
| 8    | Tinne Vilhelmson Silfvén | Don Auriello    | 76,220 % |
| 9    | Fabienne Lütkemeier      | D´Agostino      | 75,818 % |
| 10   | Victoria Max-Theurer     | Augustin OLD    | 75,119 % |
|      | …                        |                 |          |
| 18   | Marcela Krinke Susmelj   | Molberg         | 72,039 % |
|      | …                        |                 |          |
| 20   | Isabell Werth            | Don Johnson FRH | 71,890 % |
|      | …                        |                 |          |
| 27   | Renate Voglsang          | Fabriano        | 69,241 % |

##### Einzelwertung: Grand Prix Kür
Die Grand Prix Kür bestätigten die Ergebnisse der Vortage: Erneut gewann Charlotte Dujardin Gold vor Helen Langehanenberg und Adelinde Cornelissen. Dujardin und ihr Pferd Valegro bekamen von zwei von sieben Richtern über 90 Prozent in der technischen Note, in der künstlerischen B-Note sahen alle Richter sie über 90 Prozent. Acht von 15 Starterpaare erhielten ein Endergebnis von über 80 Prozent.
| Rang | Reiter                        | Pferd          | Prozent  |
| ---- | ----------------------------- | -------------- | -------- |
| 1    | Charlotte Dujardin            | Valegro        | 91,250 % |
| 2    | Helen Langehanenberg          | Damon Hill NRW | 87,286 % |
| 3    | Adelinde Cornelissen          | Parzival       | 86,393 % |
| 4    | Edward Gal                    | Undercover     | 84,911 % |
| 5    | Kristina Sprehe               | Desperados FRH | 81,875 % |
| 6    | Carl Hester                   | Uthopia        | 81,696 % |
| 7    | Anna Kasprzak                 | Donnperignon   | 80,161 % |
| 8    | Tinne Vilhelmson Silfvén      | Don Auriello   | 80,071 % |
| 9    | Nathalie zu Sayn-Wittgenstein | Digby          | 79,554 % |
| 10   | Fabienne Lütkemeier           | D´Agostino     | 77,411 % |
|      | …                             |                |          |
| 12   | Victoria Max-Theurer          | Augustin OLD   | 75,518 % |

### Dressurreiten der Reiter mit Behinderung

#### Allgemeines
Das Starterfeld der Dressur der Reiter mit Behinderung umfasste 59 Reiter, die aus 19 Nationen stammen.
Das Programm der Para-Dressurreiter begann mit der Team-Prüfung, die am Mittwoch und Donnerstag durchgeführt wurde. Dieser bildete die erste von zwei Prüfungen der Mannschaftswertung. Die Mannschaftswertung folgt einem komplexen Regelwerk, um die Leistungen der unterschiedlich stark behinderten Teilnehmer sportlich vergleichbar zu machen. So setzt sich eine Mannschaft aus jeweils bis zu vier Reitern pro Nation zusammen, wobei die drei besten Ergebnisse in die Wertung eingehen. Pro Mannschaft muss zumindest ein Reiter dem Grade Ia, Ib oder Grade II zugeordnet sein. Zudem galt die Regelung, dass pro Mannschaft nicht mehr als drei Reiter einem Grade angehören durften. In der Mannschaftswertung werden für jedes Grade eigene, festgelegte Aufgaben geritten.
Am Freitag und Samstag wurde der Championshiptest, ausgetragen. Dieser war die erste Einzelprüfung und zugleich die zweite Teilprüfung der Mannschaftswertung. Die zweite Einzelwertung war die Kür, die am Samstagnachmittag stattfand. Bei der Kür stellten die Reiter die vorgeschriebenen Lektionen individuell zu einer Prüfung zusammen. Pro Grade wurden zwei Einzel-Europameister ermittelt, je einer im Championshiptest und in der Kür. Es wurden also, einschließlich der Mannschaftsprüfung, insgesamt elf Medaillensätze vergeben.

#### Ergebnisse

##### Mannschaftswertung
Endergebnis:
|       | Mannschaft     | Reiter                              | Pferd              | Prozent    | Prozent    | Prozent   |
| Tag 1 | Mannschaft     | Reiter                              | Pferd              | Tag 2      | Gesamt     |           |
| ----- | -------------- | ----------------------------------- | ------------------ | ---------- | ---------- | --------- |
| 1     | Großbritannien | Sophie Christiansen (Grade Ia)      | Janeiro            | 76,391     | 76,609     | 153,000   |
| 1     | Großbritannien | Anne Dunham (Grade Ia)              | Lucas Normark      | 75,435     | 75,174     | 150,609   |
| 1     | Großbritannien | Natasha Baker (Grade II)            | Cabral             | 69,765     | 72,114     | (141,879) |
| 1     | Großbritannien | Sophie Wells (Grade IV)             | Valerius           | 74,333     | 75,643     | 149,976   |
| 1     | Großbritannien |                                     |                    | 453,585    |            |           |
| 2     | Deutschland    | Elke Philipp (Grade Ia)             | Regaliz            | 72,174     | 71,174     | 143,348   |
| 2     | Deutschland    | Britta Näpel (Grade II)             | Aquilina           | 68,971     | 71,286     | (140,257) |
| 2     | Deutschland    | Angelika Trabert (Grade II)         | Ariva-Avanti       | 71,853     | 71,571     | 143,424   |
| 2     | Deutschland    | Hannelore Brenner (Grade III)       | Women of the World | 69,684     | 72,610     | 142,294   |
| 2     | Deutschland    |                                     |                    | 429,066    |            |           |
| 3     | Dänemark       | Stinna Tange Kaastrup (Grade Ib)    | Steffi Graf        | 71,240     | 71,862     | 143,102   |
| 3     | Dänemark       | Caroline Cecilie Nielsen (Grade II) | Leon               | AUSG       | 63,029     | (63,029)  |
| 3     | Dänemark       | Line Thorning Jørgensen (Grade IV)  | Di Caprio          | 68,905     | 69,595     | 138,500   |
| 3     | Dänemark       | Line Kongensgaard (Grade IV)        | Laponio            | 70,405     | 70,024     | 140,429   |
| 3     | Dänemark       |                                     |                    | 422,031    |            |           |
| 4     | Italien        | Sara Morganti (Grade Ia)            | Royal Delight      | 74,957     | 74,478     | 149,435   |
| 4     | Italien        | Antonella Cecilia (Grade II)        | Zadok              | 67,294     | 68,629     | 135,923   |
| 4     | Italien        | Francesca Salvadè (Grade II)        | Muggel             | 68,059     | 68,286     | 136,345   |
| 4     | Italien        | Silvia Ciarrocchi (Grade IV)        | Duke Henry         | 56,024     | 56,167     | (112,191) |
| 4     | Italien        |                                     |                    | 421,703    |            |           |
| 5     | Niederlande    | Nicole Den Dulk (Grade Ib)          | Fifty Fifty        | 67,240     | 68,069     | (135,309) |
| 5     | Niederlande    | Demi Vermeulen (Grade II)           | Vaness             | 68,176     | 68,400     | 136,576   |
| 5     | Niederlande    | Sanne Voets (Grade III)             | Vedet PB           | 70,974     | 71,927     | 142,901   |
| 5     | Niederlande    | Frank Hosmar (Grade IV)             | Alphaville         | 67,714     | 71,810     | 139,524   |
| 5     | Niederlande    |                                     |                    | 419,001    |            |           |
| 6     | Belgien        | Belgien                             | Belgien            | Belgien    | Belgien    | 414,875   |
| 7     | Frankreich     | Frankreich                          | Frankreich         | Frankreich | Frankreich | 406,290   |
| 8     | Österreich     | Pepo Puch (Grade Ib)                | Fine Feeling S     | 75,400     | 76,138     | 151,538   |
| 8     | Österreich     | Thomas Haller (Grade II)            | Haller´s Diorella  | 62,706     | 62,800     | (125,506) |
| 8     | Österreich     | Bernd Brugger (Grade III)           | Denigo             | 62,132     | 66,244     | 128,376   |
| 8     | Österreich     | Jutta Rus-Machan (Grade IV)         | Prada              | 64,071     | 61,929     | 126,000   |
| 8     | Österreich     |                                     |                    | 405,914    |            |           |
| 9     | Irland         | Irland                              | Irland             | Irland     | Irland     | 401,680   |
| 10    | Norwegen       | Norwegen                            | Norwegen           | Norwegen   | Norwegen   | 401,552   |
| 11    | Russland       | Russland                            | Russland           | Russland   | Russland   | 363,963   |

##### Einzelwertungen: Championshiptest
Endergebnis Grade Ia:
| Rang | Reiter              | Pferd         | Prozent  |
| ---- | ------------------- | ------------- | -------- |
| 1    | Sophie Christiansen | Janeiro       | 76,609 % |
| 2    | Anne Dunham         | Lucas Normark | 75,174 % |
| 3    | Sara Morganti       | Royal Delight | 74,478 % |
| 4    | Helen Kearney       | Mister Cool   | 71,957 % |
| 5    | Elke Philipp        | Regaliz       | 71,174 % |

Endergebnis Grade Ib:
| Rang | Reiter                | Pferd               | Prozent  |
| ---- | --------------------- | ------------------- | -------- |
| 1    | Pepo Puch             | Fine Feeling S      | 76,138 % |
| 2    | Ricky Balshaw         | Enggaards Solitaire | 73,586 % |
| 3    | Stinna Tange Kaastrup | Steffi Graf         | 71,862 % |
| 4    | Nora Kristina Hamann  | Sambalu Salix       | 70,172 % |
| 5    | Jose Lorquet          | Fly Over            | 69,621 % |

Endergebnis Grade II:
| Rang | Reiter            | Pferd             | Prozent  |
| ---- | ----------------- | ----------------- | -------- |
| 1    | Natasha Baker     | Cabral            | 72,114 % |
| 2    | Angelika Trabert  | Ariva Avanti      | 71,571 % |
| 3    | Britta Näpel      | Aquilina          | 71,286 % |
| 4    | Antonella Cecilia | Zadok             | 68,629 % |
| 5    | Demi Vermeulen    | Vaness            | 68,400 % |
|      | …                 |                   |          |
| 8    | Thomas Haller     | Haller´s Diorella | 62,800 % |

Endergebnis Grade III:
| Rang | Reiter            | Pferd              | Prozent  |
| ---- | ----------------- | ------------------ | -------- |
| 1    | Hannelore Brenner | Women of the World | 72,610 % |
| 2    | Sanne Voets       | Vedet PB           | 71,927 % |
| 3    | José Letartre     | Warina             | 69,683 % |
| 4    | Bernd Brugger     | Denigo             | 66,244 % |
| 5    | Samuel Catel      | Sable              | 64,463 % |

Endergebnis Grade IV:
| Rang | Reiter                  | Pferd         | Prozent  |
| ---- | ----------------------- | ------------- | -------- |
| 1    | Sophie Wells            | Valerius      | 75,643 % |
| 2    | Frank Hosmar            | Alphaville    | 71,810 % |
| 3    | Line Kongensgaard       | Laponio       | 70,024 % |
| 4    | Ciska Vermeulen         | Whooney Tunes | 69,643 % |
| 5    | Line Thorning Jørgensen | Di Caprio     | 69,595 % |
|      | …                       |               |          |
| 12   | Jutta Rus-Machan        | Prada         | 61,929 % |

##### Einzelwertungen: Kür
Endergebnis Grade Ia:
| Rang | Reiter              | Pferd         | Prozent  |
| ---- | ------------------- | ------------- | -------- |
| 1    | Sophie Christiansen | Janeiro       | 78,100 % |
| 2    | Anne Dunham         | Lucas Normark | 77,350 % |
| 3    | Sara Morganti       | Royal Delight | 76,100 % |
| 4    | Helen Kearney       | Mister Cool   | 72,800 % |
| 5    | Elke Philipp        | Regaliz       | 71,250 % |

Endergebnis Grade Ib:
| Rang | Reiter                | Pferd               | Prozent  |
| ---- | --------------------- | ------------------- | -------- |
| 1    | Pepo Puch             | Fine Feeling S      | 79,200 % |
| 2    | Ricky Balshaw         | Enggaards Solitaire | 76,800 % |
| 3    | Stinna Tange Kaastrup | Steffi Graf         | 71,250 % |
| 4    | Nora Kristina Hamann  | Sambalu Salix       | 71,050 % |
| 5    | Nicole Den Dulk       | Fifty Fifty         | 70,850 % |

Endergebnis Grade II:
| Rang | Reiter            | Pferd             | Prozent  |
| ---- | ----------------- | ----------------- | -------- |
| 1    | Natasha Baker     | Cabral            | 77,650 % |
| 2    | Angelika Trabert  | Ariva Avanti      | 74,200 % |
| 3    | Britta Näpel      | Aquilina          | 73,250 % |
| 4    | Demi Vermeulen    | Vaness            | 72,650 % |
| 5    | Francesca Salvadè | Muggel            | 66,600 % |
| 6    | Thomas Haller     | Haller´s Diorella | 65,800 % |

Endergebnis Grade III:
| Rang | Reiter            | Pferd              | Prozent  |
| ---- | ----------------- | ------------------ | -------- |
| 1    | Sanne Voets       | Vedet PB           | 76,500 % |
| 2    | Hannelore Brenner | Women of the World | 75,700 % |
| 3    | José Letartre     | Warina             | 72,850 % |
| 4    | Samuel Catel      | Sable              | 72,100 % |
| 5    | Yonatan Dresler   | Ubelisk            | 67,500 % |
|      | …                 |                    |          |
| 7    | Bernd Brugger     | Denigo             | 63,650 % |

Endergebnis Grade IV:
| Rang | Reiter                  | Pferd         | Prozent  |
| ---- | ----------------------- | ------------- | -------- |
| 1    | Sophie Wells            | Valerius      | 80,250 % |
| 2    | Frank Hosmar            | Alphaville    | 76,900 % |
| 3    | Line Thorning Jørgensen | Di Caprio     | 72,950 % |
| 4    | Line Kongensgaard       | Laponio       | 70,600 % |
| 5    | Ciska Vermeulen         | Whooney Tunes | 70,250 % |

### Rahmenprüfungen
Neben den Europameisterschaftsprüfungen wurden auch mehrere Rahmenprüfungen ausgetragen.

#### Dressurreiten
In der Dressur wurden zwei Prüfungen für Reiter bis zum Alter von 25 Jahren durchgeführt. Am Mittwochabend gingen die Reiter in einer Intermediaire I an den Start, am Freitagnachmittag fand ein U25-Grand Prix statt. Beide Prüfungen wurden im Hauptstadion (MCH-Arena) ausgetragen.
Ergebnis U25-Grand Prix:
|   | Reiter                   | Pferd        | Prozent  |
| - | ------------------------ | ------------ | -------- |
| 1 | Nanna Skodborg Merrald   | Millibar     | 73,411 % |
| 2 | Daniel Bachmann Andersen | Donna Silver | 71,628 % |
| 3 | Nadine Husenbeth         | Florida      | 69,767 % |

#### Springreiten
Im Springreiten findet in Herning zeitgleich zu den Europameisterschaften ein Rahmenturnier statt, das als CSI 3*, CSI 1* und CSIJ-A ausgeschrieben ist. Die CSI 3*-Prüfungen finden in der MCH-Arena statt, Hauptprüfung ist der Terex Grand Prix am Sonntagmorgen. Dieser Große Preis ist als Springprüfung mit Stechen mit Hindernissen bis zu 1,50 Metern Höhe ausgeschrieben, das Preisgeld beträgt 68.000 €.
Etwas geringer sind die Anforderungen im CSI 1*, deren Prüfungen in der Jyske-Arena stattfinden. Hauptprüfung des CSI 1* ist der Große Preis der Stadt Herning, eine Springprüfung mit Stechen mit Hindernishöhen von bis zu 1,40 Meter. Reiter bis zum Alter von 18 Jahren können beim CSIJ an den Start gehen. Hauptprüfung des CSIJ-A ist der Junior Grand Prix am Samstagabend. Hierbei handelt es sich um eine Springprüfung mit Stechen, die Hindernisse haben eine Höhe von bis zu 1,40 Meter.
Ergebnis Großer Preis CSI 1*:
|             | Reiter              | Pferd               | 1. Umlauf | Stechen  | Stechen |
| Strafpunkte | Reiter              | Pferd               | 1. Umlauf | Zeit (s) |         |
| ----------- | ------------------- | ------------------- | --------- | -------- | ------- |
| 1           | Paola Amilibia Puig | Ominerale Courcelle | 0         | 0        | 38,70   |
| 2           | Kasper Hansen       | Silver              | 0         | 0        | 40,45   |
| 3           | Andreas Erni        | Catachi             | 0         | 0        | 42,05   |

Ergebnis Großer Preis CSI 3*:
|             | Reiter               | Pferd                   | 1. Umlauf | Stechen  | Stechen |
| Strafpunkte | Reiter               | Pferd                   | 1. Umlauf | Zeit (s) |         |
| ----------- | -------------------- | ----------------------- | --------- | -------- | ------- |
| 1           | Marcus Ehning        | Cornado NRW             | 0         | 0        | 42,02   |
| 2           | Wladimir Beletskij   | Mats´ Up du Plessis     | 0         | 0        | 43,43   |
| 3           | Olivier Philippaerts | Denver van't Goemanshof | 0         | 0        | 43,46   |